# Megafauna australiana

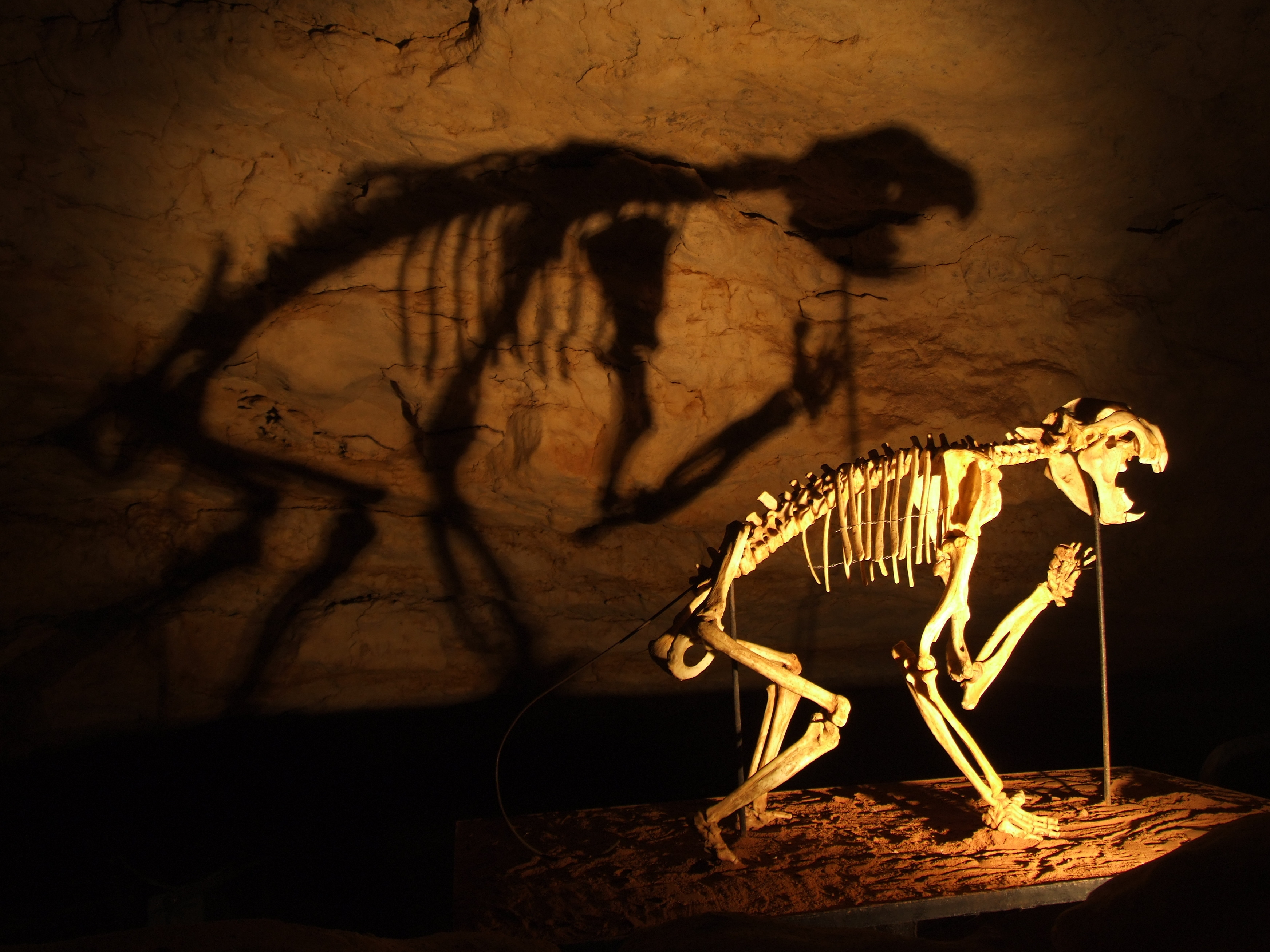
Esqueleto de león marsupial en las parque nacional Cuevas de Naracoorte, sur de Australia.

La megafauna australiana comprende varias especies de animales grandes en Australia, a menudo definidas como especies con una masa corporal estimada de más de 45 kg (100 libras) o igual o mayor que 130% de la masa corporal de sus parientes vivos más cercanos. Muchas de estas especies se extinguieron durante el Pleistoceno (16 100 ± 100 - 50 000 años a. C.).
Hay similitudes entre la megafauna australiana prehistórica y algunas criaturas míticas de la Tiempo del Sueño aborigen.

## Megafauna australiana viva
El término "megafauna" se aplica generalmente a animales grandes (de más de 100 kg o 220 libras). En Australia, sin embargo, la megafauna nunca fue tan grande como en otros continentes, por lo que a menudo se aplica un criterio más indulgente de más de 40 kg (88 libras).

### Mamíferos

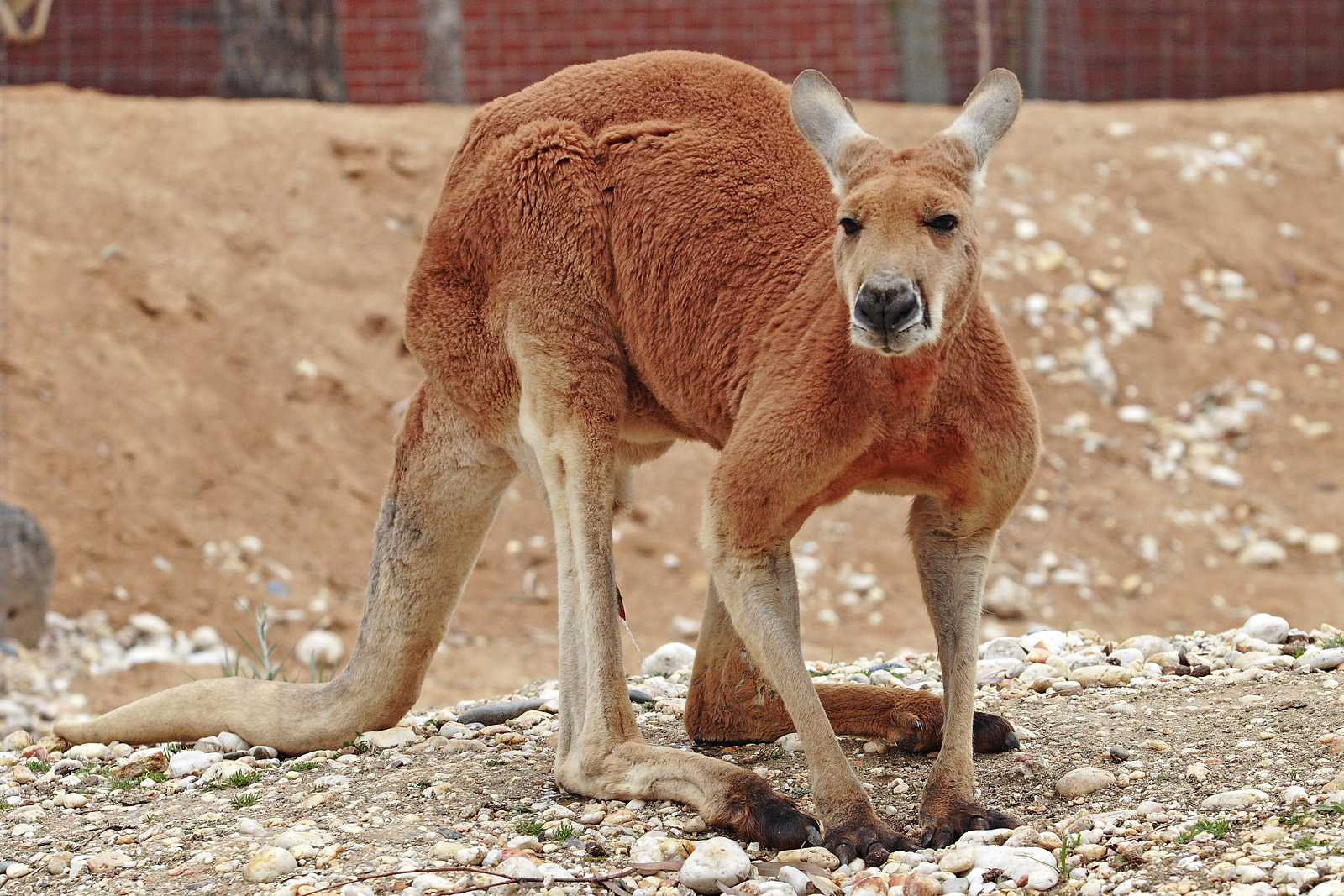
Canguro rojo.

- El canguro rojo (Macropus rufus) crece hasta 1,8 m (6 pies) de altura y pesa hasta 85 kg (187 libras). Las hembras crecen hasta 1.1 m (3 pies 7 pulgadas) de altura y pesan hasta 35 kg (77 libras). Las colas de machos y hembras pueden tener hasta 1 m (3 pies 3 pulg.) de largo.[cita requerida]

- El canguro gris oriental (Macropus giganteus). Aunque un macho típicamente pesa alrededor de 66 kg (145 libras) y mide casi 2 m (6 pies 7 in) de altura, el nombre científico Macropus giganteus (gigantesco pie grande) es engañoso, ya que el canguro rojo que vive en el interior semiárido es más grande.

- El canguro antílope (Macropus antilopinus), a veces llamado el walaró antílope o walabí antílope, es una especie de Macropodidae encontrado en el norte de Australia en la Península del Cabo York en Queensland, el extremo superior del Territorio del Norte, y el Kimberley región de Australia Occidental. Puede pesar hasta 47 kg (104 libras) y crecer más de 1 m (3 pies 3 pulgadas) de largo.

- El wómbat común (Vombatus ursinus) puede alcanzar los 40 kg (88 libras). Crece en el este de Australia y Tasmania , prefiriendo los bosques templados y las regiones montañosas.

### Aves
- El emú (Dromaius novaehollandiae)

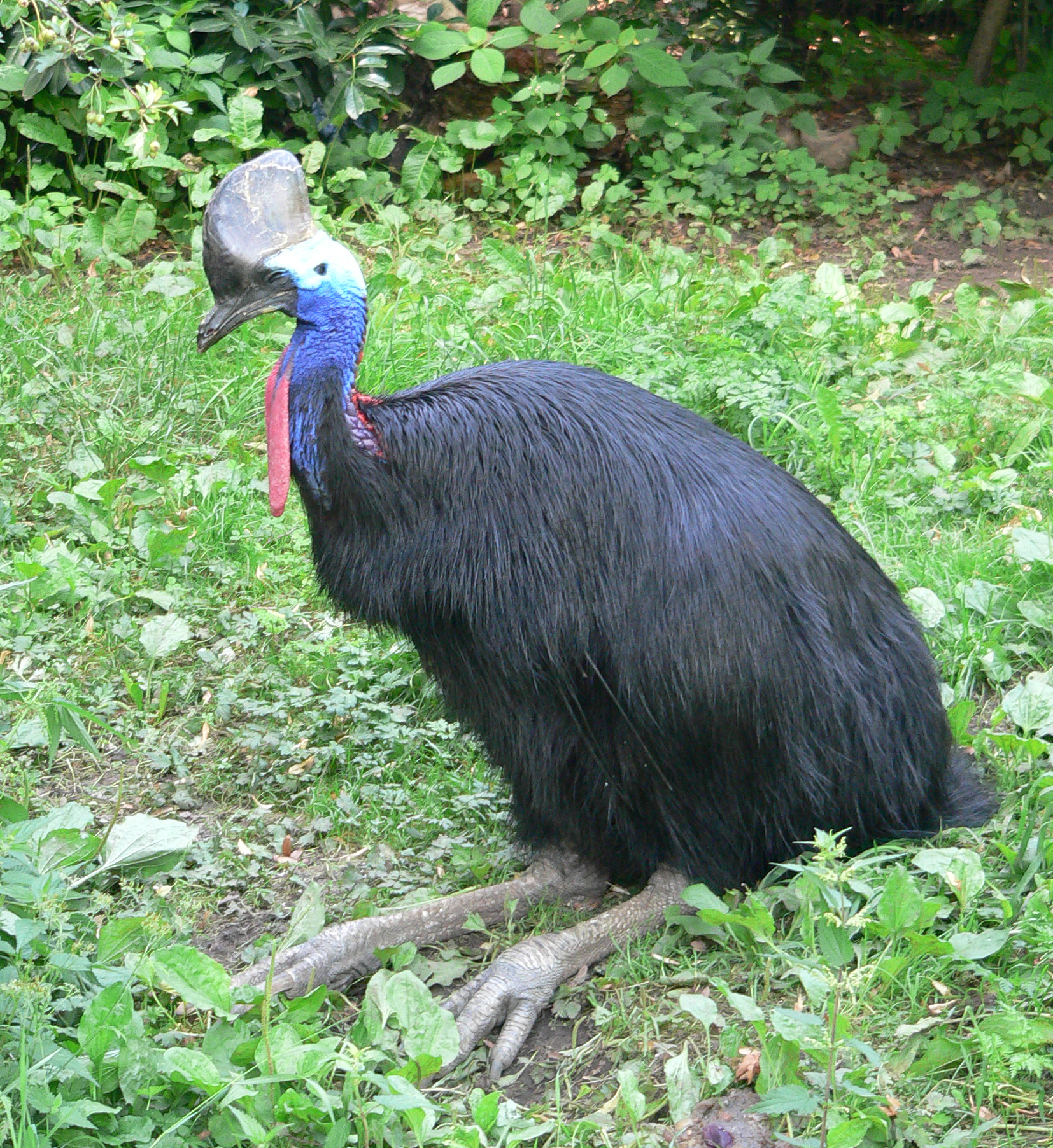
Casuario.

- El casuario del sur (Casuarius casuarius)

### Reptiles

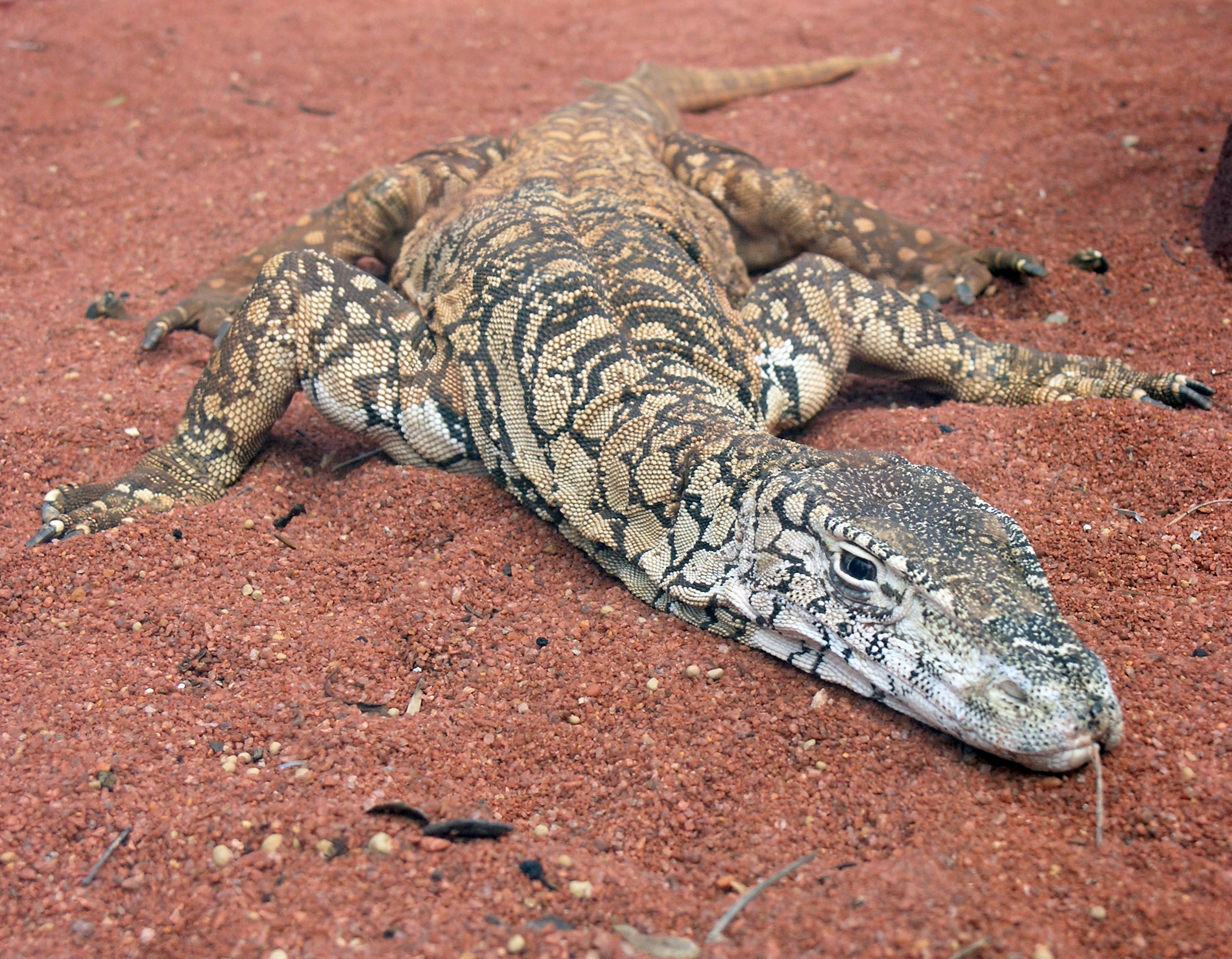
Perentie.

- La Goanna, siendo lagartos depredadores, a menudo son bastante grandes o voluminosos, con dientes afilados y garras. El goanna más grande es la Perentie (Varanus giganteus), que puede crecer más de 2 m (6 pies 7 pulgadas) de largo. Sin embargo, no todas las goannas son gigantescas: las goannas pigmeas pueden ser más pequeñas que el brazo de un hombre.
- Un cocodrilo de agua salada macho adulto sano (Crocodylus porosus) es típicamente de 4,8 a 7 m (15 pies 9 a 23 pies 0 pulgadas) de largo y pesa alrededor de 770 kg (1,700 libras), y muchos son mucho más grandes aún. [2] La hembra es mucho más pequeña, con longitudes de cuerpo típicas de 2,5 a 3 m (8 pies 2 pulgadas-9 pies 10 pulgadas). Un cocodrilo de agua salada de 8,5 m (28 pies) fue disparado en el río Norman de Queensland en 1957; se hizo un reparto de él y se muestra como una atracción turística popular. Sin embargo, debido a la falta de evidencia sólida (que no sea el yeso) y el tiempo transcurrido desde que se capturó el cocodrilo, no se considera "oficial" [aclaración requerida].
- El cocodrilo de agua dulce (Crocodylus johnsoni) es un cocodrilo relativamente pequeño. Los machos pueden crecer hasta 2.3–3 m (7 pies 7 pulg.–9 pies 10 pulg.) de largo, mientras que las hembras alcanzan un tamaño máximo de 2,1 m (6 pies 11 pulg.). Los machos pesan comúnmente alrededor de 40 kg (88 libras), con muestras grandes de hasta 53 kg (120 libras) o más, contra el peso femenino de 20 kg (44 libras). En áreas como Lake Argyle y Katherine Gorge existen unos pocos individuos confirmados de 4 m (13 pies).